# زیباموش فشمی
زیباموش فشمی یا همستر دم‌دراز فشمی (نام علمی: Calomyscus grandis) نام یک گونه از سرده هامستر دم‌دراز است.